# Alvar (Armenia)
Alvar (in armeno Ալվար?) è un comune di 168 abitanti (2010) della provincia di Shirak in Armenia.